# Romantisering

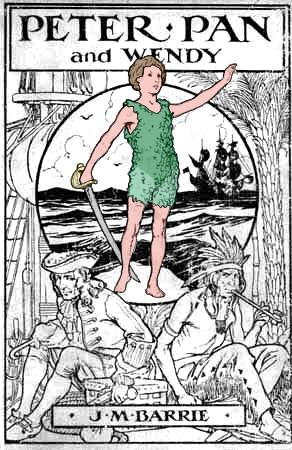
Peter Pan 1915

Romantisering of novelisatie is het tot een roman verwerken van een waar gebeurde geschiedenis of van een verhaal dat eerder in een ander medium, zoals een film, computerspel, televisieserie of strip, verscheen.

## Achtergrond
Bestaande films kunnen door middel van romantisering meer publiciteit krijgen. Heel wat mensen die een film hebben gezien genieten er ook van om het verhaal en de personages opnieuw te ervaren. Vooral in de jaren 1970, voor films op video verkrijgbaar waren, hadden romantiseringen succes. Naast literaire adaptaties van films is er ook een kleinere markt voor bewerkingen van andere media.

## Voorbeelden
Een van de bekendste romantiseringen is 2001: A Space Odyssey van Arthur C. Clarke, naar de film van Stanley Kubrick waaraan Clarke ook als scenarioschrijver had meegewerkt. Ook van Star Trek, oorspronkelijk een televisieserie, zijn nadien verschillende romans gemaakt.